# Le Gault-du-Perche
Le Gault-du-Perche (tot 2017 Le Gault-Perche) is een gemeente in het Franse departement Loir-et-Cher (regio Centre-Val de Loire) en telt 301 inwoners (1999). De plaats maakt deel uit van het arrondissement Vendôme. De naam van de gemeente werd gewijzigd door het decreet van 7 februari 2017.

## Geografie
De oppervlakte van Le Gault-du-Perche bedraagt 27,7 km², de bevolkingsdichtheid is 10,9 inwoners per km².

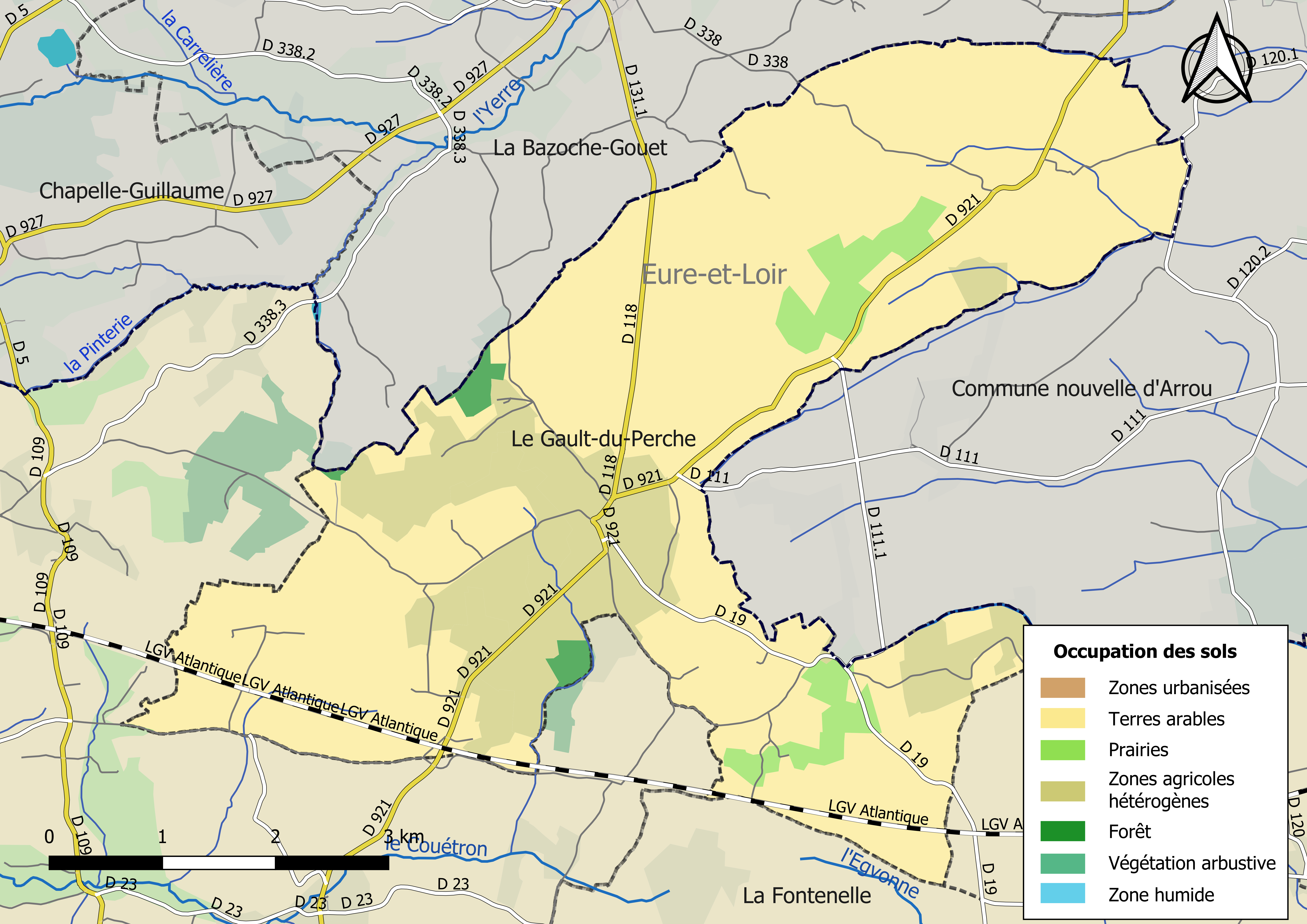
Kaart van de gemeente met belangrijkste infrastructuur, bodemgebruik en omliggende gemeenten

## Demografie
Onderstaande figuur toont het verloop van het inwonertal (bron: INSEE-tellingen).

1. ↑  Populations de référence 2022.